# Dinastia de Briadrata
A dinastia de Briadrata, de acordo com os Puranas, foi a fundadora do Reino de Mágada no nordeste da Índia. Seu fundador, Briadrata, descendia de Curu, da lendária dinastia de Barata. pela sexta linha de sucessão do imperador Curu da legendária dinastia de Barata.

## Lista de reis
Fontes:
- Briadrata
- Jarasanda (1280–1259 a.C.)
- Saadeva (1259–1215 a.C.)
- Somapi (1259–1215 a.C.)
- Serutavata (1215–1193 a.C.)
- Aiutaius (1193–1171 a.C.)
- Niramitra (1171–1149 a.C.)
- Suquexatra (1149–1127 a.C.)
- Briatecarma (1127–1105 a.C.)
- Senajita (1105–1083 a.C.)
- Serutanjaia (1083–1061 a.C.)
- Vipra (1061–1039 a.C.)
- Suchi (1039–1017 a.C.)
- Quexemia (1017–995 a.C.)
- Suvrata (995–973 a.C.)
- Suvrata (995–973 a.C.)
- Darma (995–973 a.C.)
- Suvrata (973–951 a.C.)
- Susrama (951–929 a.C.)
- Dridasena (929–907 a.C.)
- Sumati (907–885 a.C.)
- Subala (885–863 a.C.)
- Sunita (863–841 a.C.)
- Satiajita (881–819 a.C.)
- Visvajita (819–797 a.C.)
- Ripunjaia (797–775 a.C.)